# Kleptokrati
Kleptokrati (fra oldgræsk: κλέπτης (tyv) og κράτος (styre)) er en styreform der er kendetegnet ved at magthaverne uretmæssigt og bevidst gør sig rige på resten af landets bekostning.
Styreformen tilgodeser blandt andet den styrende klasse, der eksempelvis akkumulerer personlige formuer og tiltager sig politisk magt på udemokratisk vis på bekostning af og uden skrupler for landets befolkning.